# Universidad de Trent
La Universidad de Trent es una universidad pública de artes liberales ubicada en Peterborough, Ontario, con un campus satélite en Oshawa, que presta servicios a la Municipalidad Regional de Durham. Fundada en 1964, la universidad es conocida por su sistema universitario Oxbridge, clases reducidas y 11 reservas naturales en el campus. 
El campus principal de la universidad, Symons, lleva el nombre de su presidente fundador, Thomas Symons, y se encuentra a orillas del río Otonabee, en el extremo noreste de la ciudad de Peterborough. El plano del campus y sus estructuras originales, que incluyen Champlain College, Lady Eaton College, la Biblioteca Bata, el Edificio de Química y el puente Faryon, fueron diseñados por el arquitecto canadiense Ron Thom.
Si bien la Universidad de Trent es una institución predominantemente de pregrado, también ofrece programas de posgrado y doctorado. En 2023, más de 13 000 estudiantes de pregrado y más de 1200 de posgrado se matricularon en el campus de Symons, mientras que la Universidad de Trent Durham GTA atendió a más de 3000 estudiantes a tiempo completo y parcial en su campus de Oshawa. La universidad está representada en el Deporte Interuniversitario Canadiense por el equipo universitario Trent Excalibur.